# 楊維傑
楊維傑（1489年—？），字英甫，順天府固安縣（今河北省固安縣）人。明朝嘉靖年間榜眼，政治人物。

## 生平
嘉靖四年（1525年）乙酉科顺天乡试举人，嘉靖五年（1526年）联捷丙戌科進士，位列殿試一甲第二名（榜眼），賜進士及第，授翰林院編修，充經筵講官，校錄明祖列聖御集等，書成，嘉靖十四年（1535年）升任翰林院侍講。官至左春坊左庶子兼翰林侍读学士。

## 家族
曾祖杨荣。祖父杨名。其父楊和為舉人，曾任國子監學正、王府左長史。前母劉氏、于氏，母张氏。慈侍下。其弟楊維聰為正德十六年（1521年）辛巳科狀元。